# Dasyvalgus tigrinus
Dasyvalgus tigrinus är en skalbaggsart som beskrevs av Moser 1906. Dasyvalgus tigrinus ingår i släktet Dasyvalgus och familjen Cetoniidae. Inga underarter finns listade i Catalogue of Life.